# Bundhu

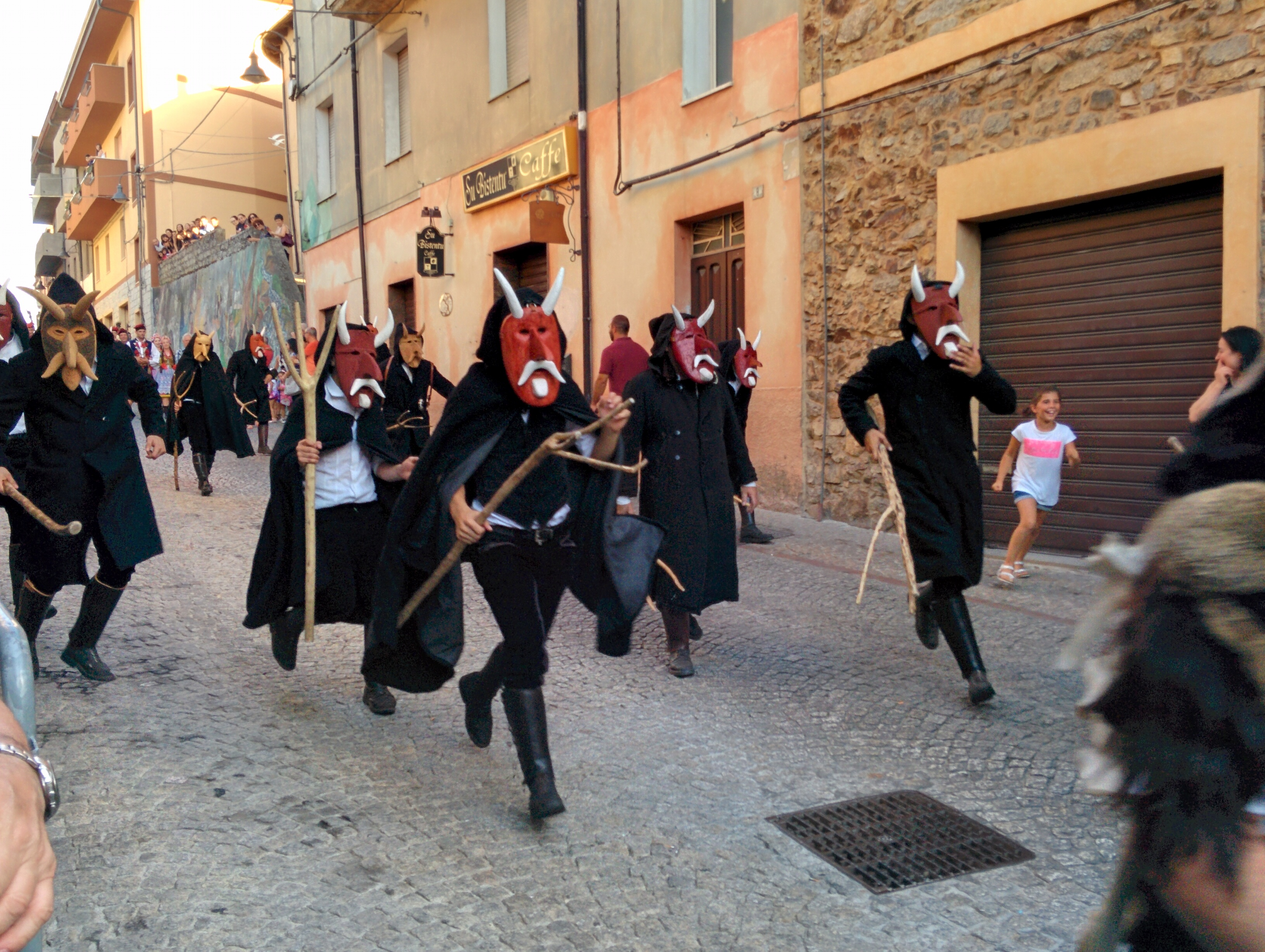
Maschere di Su Bundu al festival Identidades a Fonni, 2017

Su Bundhu (Su Bundu) è una maschera tradizionale sarda, la quale caratterizza il carnevale di Orani, piccolo comune isolano facente parte della Provincia di Nuoro.

## La storia
Il carnevale ad Orani è stato riscoperto solo negli anni '80 grazie all'assidua ricerca effettuata dalla proloco locale, con la cooperazione di alcuni paesani, di cui ne hanno tramandato il ricordo.

### Fonti
Attualmente, esistono tre documenti storici che attestano l'esistenza della maschera sin dal 1700.
Fu un frate gesuita sardo, anonimo, a scrivere una poesia durante la sua visita ad Orani avvenuta il gennaio del 1772.
(Sotto il Monte di Gonare Al passo de pecoraio, nel gelo di Gennaio, freddo da cane.Nella sua valle Orani, sembra in un nido, è di bianco vestito, un candore.Dio quanto dolore, Questi fratelli sofferenti, Neppure di vivere son certi, Trascinandosi.Fratello che dai coraggio, aiuto e (speranza), e quanti ne hai slegati (liberati), con le parole.Nel cielo la stella, mostra il cammino, come luce Divina, è provvidenza. Ci donano assistenza, pane, acqua e vino, è per il pellegrino, comunione. E per ogni persona, una mano d’aiuto, è per il cristiano, redenzione. E nel grande fuoco, tutti cercano ricovero (riparo), lungo è quest’inverno, peggio della siccità. Sotto la montagna, Per Antonio Beato, è un’ora di lode, cuore aperto. I canti in coro, che toccano il cuore, per l’anima tesoro, è amicizia. Tutti di ogni età, fanno i Ballos Tundos (ballo tradizionale Sardo) come il vento i Bundhos (Bundos), vanno mugolando (muggendo). E non hanno limiti, circondano il fuoco, i padroni del luogo, sono scacciati. Di orbace son vestiti, Neri e bianchi, cinti sui fianchi, con i batacchi. Che suonano come sonagli, Bundos e Maimones, con pelli di cinghiale, pecora e bue. Con maschere di sughero, Fanno la voce del vento, Sotto il firmamento, il paganesimo.E quale profezia, fedele in tutto, prega per questo santo, note di pace. Sotto il profilo montuoso In quest’ora di riposo, con il divino bacio, per riposare. Sotto il Monte di Gonare.)
Il gesuita, parlando della maschera, ne descrive alcuni elementi caratteristici in sughero (rigorosamente), oltre ad alcuni elementi del vestiario come il cappotto di orbace e l'utilizzo anche di piccoli campanacci. Lo stesso afferma che questa maschera si aggirava per le strade del paese insieme a Su Maimone o Maimolu, altra elemento caratteristico del carnevale sardo, con indòsso pelli di cinghiale.
Una seconda testimonianza significativa è una foto storica de Su Bundhu, inserita nella rivista Il Ponte, edizione Anno VII – N. 9-10, Settembre- Ottobre 1951. Foto che attualmente è di proprietà del Istituto Superiore Regionale Etnografico di Nuoro.
Esiste un ulteriore fonte certa, una lettera del 1955 scritta da Don Raimondo Bonu:
Tra le più significative sopravvive “Su Bundu” su fizu e su deus de su ‘entu (ndr. il figlio e il dio del vento); figura tra mito e storia rappresenta il bene e il male.
Vestito di nero orbace rappresenta il male. Vestito di bianco orbace rappresenta il bene, con una maschera in sughero lavorata da mani esperte; in mano “su furcone” un lungo bastone.
“Su maimone” la maschera pazza vestita di pelli di cinghiale, di pecora, capra o vitello con la maschera in sughero simile a su “Bundu”, sulle spalle un carico di ossi legati con intestini essiccati.
Andavano in giro facendo il verso dei soffi del vento.
La riverisco distintamente»
(Raimondo Bonu)

## La maschera

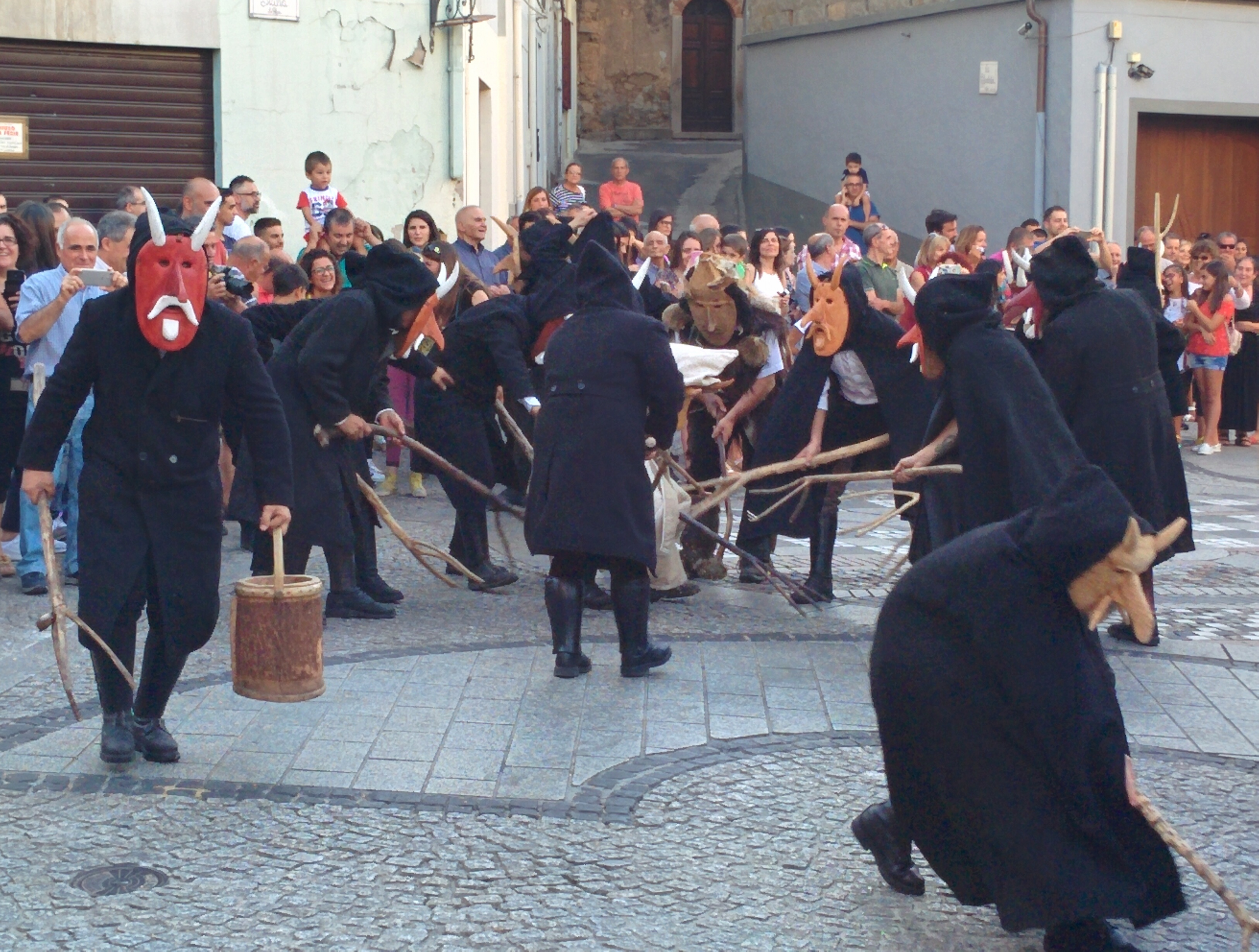
Sos Bundos rievocano un antico rito

La maschera de Su Bundhu (Su Bundu) può essere definita una maschera antropo-bovina che copre l’intero viso di chi la indossa. Ha una forma ovoidale propria del viso umano ma con tratti somatici fortemente accentuati e volutamente prominenti, quali naso, doppio mento e baffi. Infine, le corna bovine poste sulla fronte segnano la simbiosi tra l’umano e l’animale.
La maschera viene realizzata interamente in sughero con faccia e naso tinte in rosso sanguino (molto probabile che anticamente venisse usato il sangue animale), mentre baffi, mento e corna sono di color bianco.
Sos Bundhos, vagando per il paese, emettorono un gran vociare, misto a lamenti, che richiamano ad anime in pena.